# Bavigne
Bavigne är  kommunhuvudorten i Lac de la Haute-Sûre i Luxemburg.   Den ligger i kantonen Wiltz och distriktet Diekirch, i den nordvästra delen av landet, 40 kilometer nordväst om huvudstaden Luxemburg. Bavigne ligger 344 meter över havet och antalet invånare är 132.